# ميركو براون
ميركو براون (بالكرواتية: Mirko Braun)‏ (20 أغسطس 1942 في كرواتيا - 22 مارس 2004 في كرواتيا) هو لاعب كرة قدم كرواتي في مركز الدفاع. شارك مع منتخب يوغوسلافيا لكرة القدم. أما مع النوادي، فقد لعب مع نادي دينامو زغرب.

## مسيرته الكروية
لعب ميركو براون خلال مسيرته الاحترافية مع نادِ واحدٍ في سبعة مواسم وسجل خلالها هدفين أثنين ضمن 73 مباراة. حيث فاز في موسمين بالكأس ولم يفز بأي دوري.
خاض ميركو براون مسيرته مع نادي دينامو زغرب في موسم 1961–62 ليلعب معه سبعة مواسم، مشاركًا في 73 مباراة سجل خلالها هدفين.

## وصلات خارجية
- ميركو براون على موقع قاعدة بيانات كرة القدم.إي يو (الإنجليزية)
- ميركو براون على موقع ناشيونال فوتبول تيمز (الإنجليزية)
- ميركو براون على موقع عالم كرة القدم.نت (الإنجليزية)